# Emperatriz
Emperatriz, född 29 april 2003 i Torreón i Coahuila är en mexikansk fribrottare inom den mexikanska stilen lucha libre.
Emperatriz brottas sedan december 2023 för Consejo Mundial de Lucha Libre (CMLL), Mexikos största och äldsta förbund. Där gestaltar hon en ruda (de som porträtterar "de onda" i professionell mexikansk brottning, till skillnad från tecnicas, de goda). Emperatriz brottas iförd fribrottningsmask och hennes identitet är inte känd av allmänheten, vilket är vanligt inom lucha libre.

## Karriär
Emperatriz gick sin första match under det namnet den 15 januari 2023 i Arena Azteca i hennes hemstad. Efter ett knappt år på den oberoende cirkusen i Comarca Lagunera blev hon inbjuden till CMLL:s Arena Coliseo Guadalajara. Där brottas hon nu regelbundet sedan debuten. Den 28 april 2024 utmanade hon Miss Guerrera för mästerskapet Campeonato Femenil del Norte men lyckades inte bärga titeln.